# NGC 654
NGC 654 est un amas ouvert situé dans la constellation de Cassiopée. 
Il a été découvert par l'astronome allemande Caroline Herschel en 1783. Selon la classification des amas ouverts, NGC 654 renferme entre une cinquantaine  et une centaine d'étoiles (la lettre m) dont les magnitudes sont très différentes (le chiffre 3). La concentration d'étoile est moyennement élevée (II).